# Acanthoecia larminati
Acanthoecia larminati är en fjärilsart som beskrevs av Franciscus J.M. Heylaerts 1904. Acanthoecia larminati ingår i släktet Acanthoecia och familjen säckspinnare. Inga underarter finns listade i Catalogue of Life.